# フリードリヒ・ヴィルヘルム・フォン・ヘッセン (1854-1888)
フリードリヒ・ヴィルヘルム（3世）・ニコラウス・カール・フォン・ヘッセン（Friedrich Wilhelm (III.) Nikolaus Karl von Hessen, 1854年10月15日 - 1888年10月14日）は、ドイツの旧諸侯ヘッセン＝カッセル方伯家の家長（1884年 - 1888年） 。

## 生涯
ヘッセン＝カッセル＝ルンペンハイム方伯フリードリヒ・ヴィルヘルム（2世）と、その2番目の妻のプロイセン王女マリア・アンナの間の第1子・長男。父方の家族の住むデンマークで生まれ育った。ドレスデンのヴィツトゥム中等教育学校で過ごした後、1873年から1875年までボン大学で学び、1875年同大学のボルシア・ボン友愛会に加入した。
1876年プロイセン軍に入隊、第7驃騎兵連隊「ヴィルヘルム1世王」に所属し、最終階級は名誉的な（à la suite）陸軍少佐に至っている。また、父が連隊長を務めるロシア帝国陸軍第4驃騎兵連隊「マリウーポリ」所属の陸軍少佐の肩書をも与えられた。
1884年父が死ぬとヘッセン家家憲に則りヘッセン＝カッセル家家督及び家族世襲財産を相続 、形式的なヘッセン方伯の称号を受け継いだ。年の離れた4人の弟妹達の後見人にもなった。
ヘッセン大公国のルートヴィヒ勲章大十字章及び黄金の獅子勲章騎士章、プロイセン王国の黒鷲勲章襟付き騎士章及び赤鷲勲章大十字章、デンマークのエレファント勲章騎士章、オルデンブルク大公国のペーター・フリードリヒ・ルートヴィヒ公爵勲章黄金冠付大十字章、ヴュルテンベルク王国の王冠勲章大十字章の受章者であった。
従姉のウェールズ公妃アレクサンドラの娘ヴィクトリアを妻に望んでいたが、世界旅行中の遭難死のため婚約にも至らなかった。

### 旧ヘッセン選帝侯家の世襲財産
ヘッセン選帝侯フリードリヒ・ヴィルヘルム1世は1866年普墺戦争の敗北に伴い領邦主権を失っていた。選帝侯は家督相続権者筆頭のフリードリヒ・ヴィルヘルム（2世）と1873年に家内協定を結び、ヘッセン＝カッセル家の家督と諸侯としての体面を維持するための年金60万6000マルクの支給を約束し、協定は1876年発効することに決まった。ところが1875年選帝侯が亡くなると、先祖伝来の銀器一式などを含む選帝侯家世襲財産の管理権は、1876年1月1日付でヘッセン＝ナッサウ州カッセル行政府に帰属することになった。1831年ヘッセン選帝侯国憲法では、ヘッセン＝カッセル家の個人財産の管理・運営は、ヘッセン選帝侯国政府による関与が一切認められていなかった。ところが選帝侯国を1866年に併合したプロイセンは、戦勝国として選帝侯国を併合したのみならずヘッセン＝カッセル家の個人財産をも接収し、政府の裏金として利用した。重要と見なされた不動産のみならず、金銀宝石類、文化的価値のある芸術品なども接収を免れなかった。方伯家からの相続請求に対して、プロイセン政府は旧選帝侯家の所有していた諸城や公園から上がるに収入から、年額60万マルクの年金を方伯家に対して支給することにした。1878年、方伯フリードリヒ・ヴィルヘルム（2世）は、1873年の家内協定に基づく、新しい旧ヘッセン選帝侯家世襲財産を設定することを認められた。1831年に設定されたが 、最後の選帝侯の死後プロイセン政府が一旦没収したヘッセン選帝侯家世襲財産を、いわば弁済するものであった。世襲財産にはフルダ市街宮殿、フルダ郊外のファザネリー城、ハーナウ郊外のフィリップスルーエ城、ヴィルヘルムスバートのキジ園、カッセルのベルヴュー宮殿、ヴァバーン狩猟用城館、銀器や宝石類・装飾品などの多くの動産が含まれた。年金受給額は60万6720マルクと定められた。方伯とプロイセン政府の間の国家協定に関わる財産設立文書は、1878年8月26日から同年12月23日の間に、ドイツ皇帝・プロイセン王ヴィルヘルム1世によって裁可を受けた。
1884年、新たにヘッセン＝カッセル家家長となった方伯フリードリヒ・ヴィルヘルム（3世）は、フルダの諸城やハーナウのフィリップスルーエ城をはじめとする方伯家の資産保有者となると同時に、父とプロイセン政府との間に成立した国家協定に基づき、政府からの年金受給者資格をも引き継いだ。

### 諸侯位・王位継承権者

#### ヘッセン選帝侯国
最後のヘッセン選帝侯フリードリヒ・ヴィルヘルム1世には貴賤結婚でもうけた子しかおらず、彼らはヘッセン家家憲及びヘッセン選帝侯国憲法第4条の定めにより継承権者の列から排除されていた。フリードリヒ・ヴィルヘルム（3世）は1854年に生まれた時点から1866年に選帝侯国がプロイセンに併合されるまで、祖父ヴィルヘルム、父フリードリヒ・ヴィルヘルム（2世）に次いで侯位継承権第3位であり、ゆくゆくは侯位を継ぐことが予定されていた。

#### ヘッセン大公国
1884年よりヘッセン家兄脈の当主としてヘッセン家全体の家長ともなったフリードリヒ・ヴィルヘルムは、亡くなるまでの間、弟脈ヘッセン＝ダルムシュタット家の治めるヘッセン大公国憲法第5条の定めにより、同国の大公位継承権第4位に位置していた。当時のヘッセン大公ルートヴィヒ4世には存命中の息子が長男の世子エルンスト・ルートヴィヒしかおらず、しかも世子はまだ結婚していなかった。大公には2人の弟、ハインリヒとヴィルヘルムがいたが、どちらも貴賤結婚をしており、ヘッセン家家憲の定めで彼らの子孫に継承権が生じることはなかった。

#### デンマーク
従兄のフレゼリク7世がデンマーク王に即位して間もない1850年頃から、父フリードリヒ・ヴィルヘルム（2世）は母のデンマーク王女ルイーセ・シャロデの血統を通じて、フレゼリク7世の王位継承者と目された。しかし1851年、シュレースヴィヒ＝ホルシュタイン蜂起によりデンマークとドイツ諸国の関係が悪化すると、ヘッセン選帝侯国の将来の侯位継承者だったフリードリヒ・ヴィルヘルム（2世）は難しい立場に立たされ、デンマーク王位継承権を放棄して妹ルイーゼに譲ることを宣言した。1853年、ルイーゼの夫のグリュックスブルク公子クリスチャンが新たなデンマーク王位継承者に治定された。

### 玉座への野心
フリードリヒ・ヴィルヘルムは統治する邦を失った諸侯家の当主という地位に甘んじることなく、まだ存在していた君主国の空位となった玉座に就くことを望んだ。1884年、ブラウンシュヴァイク公ヴィルヘルムが継嗣なく死去したことで後継者問題が発生した。フリードリヒ・ヴィルヘルムはブラウンシュヴァイク公国の摂政就任を目指して動いたが、プロイセン政府の猛抗議を受けて摂政の座を諦めた。1887年アレクサンダー・フォン・バッテンベルクがブルガリア公国元首の座を追われると、今度はブルガリア公の候補に名を連ねたが、列強国はハンガリー貴族のザクセン＝コーブルク公子フェルディナントを選んだ。

### 世界一周旅行と死
1886年、フリードリヒ・ヴィルヘルムは3年かけて世界を周航する旅行に出発した。5人の随員しか従えず、「エッシュバッハ男爵（Baron von Eschbach）」の偽名を使ったお忍びの旅行であった。まず中東、次いでカリブ海域、中米・アメリカ合衆国、インド、中国、日本、オーストラリア、ニュージーランド、ジャワ島と旅した。フランスの蒸気船ヴォルガ号でバタヴィアからバンコクに移動していたとき、10月13日にシンガポールへ向かう途中で、フリードリヒ・ヴィルヘルムは船上から跡形もなく消えた。シンガポール駐在のドイツ領事はベルリンの外務省に電報を送った。領事はその中で、失踪者はおそらく甲板にいたときに「激しい神経衰弱の発作に襲われ、興奮状態となり」海に転落した、と推定した。バンコク行の目的は、招待状を送ってくれたシャム王チュラロンコンの賓客としてもてなしを受けるためだった。

#### 日本滞在
旅行中に日本の東京を訪れたのは1887年5月中旬のことで、フリードリヒ・ヴィルヘルムは外国貴賓として赤坂仮御所で明治天皇夫妻に謁見し、彼のために仮御所内で西洋式の歓迎昼食会が開かれた。天皇・皇后とヘッセン方伯の会話は、宮内省式部官の英語通訳を通じて行われた。当時、日本の宮廷は西洋化改革に着手したばかりで、昼食会では給仕を務めた宮内省職員が運び慣れない食器・カトラリーの音を鳴らしたり床に落としたりし、宴会場は騒音に満たされた。その後、北白川宮能久親王、青木周蔵といった親独派の貴顕、駐日ドイツ臨時全権公使テオドール・フォン・ホルレーベンがヘッセン方伯のためにそれぞれの自邸で豪華な晩餐会を催した。フリードリヒ・ヴィルヘルムは日本滞在中に大勲位菊花章頸飾を授与されることを期待していたが、この日本最高位の勲章は在位中の君主にのみ与えられる格式であったため、授与の対象にはならなかった。

## 引用
1. ↑  Friedrich Wilhelm Nikolaus Karl Landgraf von Hessen-Kassel auf thepeerage.com, abgerufen am 10. September 2016.
2. ↑  Kösener Korpslisten 1910, 19, 490
3. ↑  Hermann von Schulze-Gävernitz (Hrsg.): Die Hausgesetze der regierenden deutschen Fürstenhäuser. Band 2. Jena 1878.
4. ↑  Friedrich Renner: Das Familien-Fideikommiß des Kurfürstlich Hessischen Hauses in seiner geschichtlichen Entwicklung. In: Zeitschrift des Vereins für hessische Geschichte und Landeskunde, 39, Kassel 1905, S. 91–120
5. ↑  Das Bundesarchiv, Zentrale Datenbank Nachlässe: Hessen, Friedrich Wilhelm Nikolaus Carl Landgraf von (1854–1888) (Bestallungsakte zum Vormund seiner Geschwister)
6. ↑  Hof- und Staats-Handbuch des Großherzogs Hessen (1879), Genealogy p. 6
7. ↑  Eckhart G. Franz (Hrsg.): Haus Hessen – biografisches Lexikon. Hessische Historische Kommission. Darmstadt 2012, S. 176.
8. ↑  Hans-Joachim Wirth: Geschichtliches, Landgrafen: Friedrich Wilhelm I., Kurfürst von Hessen-Kassel (abgerufen am 27. März 2014)
9. ↑  Friedrich Renner: Das Familien-Fideikommiß des Kurfürstlich Hessischen Hauses in seiner geschichtlichen Entwicklung. In: Zeitschrift des Vereins für hessische Geschichte und Landeskunde, 39, Kassel 1905, S. 100 ff.
10. 1 2  Friedrich Renner: Das Familien-Fideikommiß des Kurfürstlich Hessischen Hauses in seiner geschichtlichen Entwicklung. In: Zeitschrift des Vereins für hessische Geschichte und Landeskunde, 39, Kassel 1905, S. 108.
11. ↑  Friedrich Renner: Das Familien-Fideikommiß des Kurfürstlich Hessischen Hauses in seiner geschichtlichen Entwicklung. In: Zeitschrift des Vereins für hessische Geschichte und Landeskunde, 39, Kassel 1905, S. 114.
12. ↑  Friedrich Renner: Das Familien-Fideikommiß des Kurfürstlich Hessischen Hauses in seiner geschichtlichen Entwicklung. In: Zeitschrift des Vereins für hessische Geschichte und Landeskunde, 39, Kassel 1905, S. 105 f.
13. ↑  Friedrich Renner: Das Familien-Fideikommiß des Kurfürstlich Hessischen Hauses in seiner geschichtlichen Entwicklung. In: Zeitschrift des Vereins für hessische Geschichte und Landeskunde, 39, Kassel 1905, S. 114.
14. ↑  Friedrich Renner: Das Familien-Fideikommiß des Kurfürstlich Hessischen Hauses in seiner geschichtlichen Entwicklung. In: Zeitschrift des Vereins für hessische Geschichte und Landeskunde, 39, Kassel 1905, S. 103 ff.
15. ↑  Hessen-Kassel (Einverleibung in Preußen). In: Meyers Konversations-Lexikon. 4. Auflage. Band 8, Verlag des Bibliographischen Instituts, Leipzig/Wien 1885–1892, S. 483–484.
16. ↑  Website der Julius-Maximilians-Universität Würzburg: Verfassungsurkunde für das Kurfürstentum Hessen 5. Januar 1831(abgerufen am 29. März 2014)
17. ↑  documentArchiv.de: Verfassungs-Urkunde für das Großherzogtum Hessen vom 17. Dezember 1820 (abgerufen am 29. März 2014).
18. ↑  当時日本の宮中顧問官だったオットマール・フォン・モールは、滞日中のフリードリヒ・ヴィルヘルムの印象を「とてつもない誇大妄想を除けば、（自殺するほど）異常には見えなかった」と記している。『ドイツ貴族の明治宮廷記』新人物往来社、1988年、P.68
19. ↑  オットマール・フォン・モール『ドイツ貴族の明治宮廷記』P.91。
20. 1 2  モール『ドイツ貴族の明治宮廷記』P.91。
21. ↑  なお、歓迎宴席で失態を演じた宮中給仕たちは、こののち宮中顧問官オットマール・フォン・モールの助言により東京駐在ロシア公使のベルギー人執事の講習会を週二回受けることになり、この2年後に来日し多くの宮中晩餐会に出席した駐日英国公使夫人に「完璧」と言わしめるほどとなった。"Modern Japanese Cuisine: Food, Power and National Identity" by Katarzyna Joanna Cwiertka, Reaktion Books, 2006, p18
22. 1 2  モール『ドイツ貴族の明治宮廷記』P.92。